# Mr. Foundation
『Mr. Foundation』（ミスターファンデーション）は、2015年1月14日、Beingから発売されたKNOCK OUT MONKEYの3枚目のアルバム。

## 概要
「RIOT」はテレビ愛知「a-ha-N」及びチバテレビ「MUSIC LAUNCHER」1月度エンディング・テーマ。この曲のプロモーションビデオは先行シングル曲「How long?」同様、新宮良平が監督を担当した。このプロモーションビデオは「RIOT」=「暴動」という楽曲の世界観から「赤い衝動」をキーワードに制作された。
KNOCK OUT MONKEYはこのアルバムで初のオリコンチャートTOP20入りを果たした。

## 収録曲
全曲　作詞：w-shun　作曲：KNOCK OUT MONKEY　編曲：大島こうすけ・KNOCK OUT MONKEY（特記以外）
1. Revolution
作曲：大島こうすけ・KNOCK OUT MONKEY
2. RIOT
3. If you fly
4. Take you
5. How long?
6. Priority
7. Greed
8. MOON
9. 街
10. Our World
11. Wonderful Life
12. Eyes